# Euxoa nigrescens
Euxoa nigrescens là một loài bướm đêm trong họ Noctuidae.